# Президентские выборы в Казахстане (1999)
Внеочередные президентские выборы в Казахстане прошли 10 января 1999 года. Подавляющим большинством голосов на должность президента вновь был избран Нурсултан Назарбаев, второе место занял Серикболсын Абдильдин, третье Гани Касымов, четвёртое — Энгельс Габбасов.

## История
По результатам референдума 1995 года полномочия действующего главы государства — Нурсултана Назарбаева — истекали 1 декабря 2000 года. К этому моменту должны были быть проведены очередные президентские выборы.
7 октября 1998 года Мажилис Парламента выступил за проведение досрочных президентских выборов. Для реализации этой инициативы президентом Казахстана вносятся на рассмотрение поправки к Конституции, которые были приняты парламентом. Было внесено 19 поправок в 13 статей Конституции. В рамках поправок был снят верхний возрастной предел для занятия должности Президента, а нижний предел повышался с 35 до 40 лет, срок полномочий Президента увеличивался с пяти до семи лет, уточнялся порядок преемственности власти в случае досрочного освобождения Президента от должности или его смерти. При этом, было исключено понятие внеочередных выборов.
8 октября 1998 года Нурсултан Назарбаев соглашается на сокращение срока своих полномочий и назначение внеочередных выборов на 10 января 1999 года.
К участию в выборах не был допущен бывший премьер-министр Казахстана Акежан Кажегельдин — 15 октября 1998 года он был признан виновным в мелком административном правонарушении, что автоматически лишило его возможности выдвигаться в качестве кандидата на выборах. В дальнейшем Кажегельдин был обвинен в коррупции и покинул Казахстан.
Изменения в конституции Казахстана и досрочные президентские выборы мотивировались ухудшением экономического и политического положения в России после «дефолта 17 августа» и опасениями, что происходящее в России отрицательно скажется на экономике и политической стабильности Казахстана. 3 апреля 1999 года, через два с половиной месяца после выборов, Правительство Казахстана приняло Постановление «О политике обменного курса национальной валюты», обменный курс тенге (валюты Республики Казахстан) стал «свободно плавающим» и произошла девальвация тенге (только за апрель 1999 года — на 30 %). Нурсултан Назарбаев в своей книге «Казахстанский путь» в главе «Экономический кризис 1998 года» признается, что подготовка к девальвации тенге началась ещё в сентябре 1998 года.

## Результаты
| Кандидат                                                     | Партия                               | Голос     | %       |
| ------------------------------------------------------------ | ------------------------------------ | --------- | ------- |
| Нурсултан Назарбаев                                          | Независимый                          | 5 846 817 | 79,78 % |
| Серикболсын Абдильдин                                        | Коммунистическая партия Казахстана   | 857 386   | 11,70 % |
| Гани Касымов                                                 | Независимый                          | 337 794   | 4,61 %  |
| Энгельс Габбасов                                             | Партия народного единства Казахстана | 55 708    | 0,76 %  |
| Против всех                                                  | Против всех                          | 123 703   | 1,69 %  |
| Недействительных/пустых бюллетеней                           | Недействительных/пустых бюллетеней   | 107 562   | 1,47 %  |
| Всего                                                        | Всего                                | 7 328 970 | 100     |
| Источник: Elections in Asia: A data handbook, Volume I, p424 |                                      |           |         |

## Оценки и реакция
ОБСЕ отказалось присылать наблюдателей на президентские выборы 1999 года, обнаружив множество нарушений Казахстаном взятых на себя обязательств по процедуре и практике проведения выборов, в том числе из-за отстранения от выборов из-за мелких административных правонарушений возможных кандидатов и пристрастности средств массовой информации.
После завершения выборов 1999 года Серикболсын Абдильдин заявил о множественных нарушениях в ходе проведения выборов и подсчёта голосов. Он утверждал, что избирательные комиссии препятствовали деятельности наблюдателей за выборами и подтасовке результатов голосования в пользу Нурсултана Назарбаева.